# 吐蕃等处宣慰使司都元帅府
吐蕃等處宣慰使司都元帥府，又称朵思麻宣慰司或脫思麻宣慰司，是元朝设于藏区的地方行政機構，受宣政院管轄，也是其下三个“宣慰使司都元帥府”之一。“朵思麻”（藏語：མདོ་སྨད།，威利转写：mdo smad）意为“朵甘思的上部”。
吐蕃等處宣慰使司都元帥府秩從二品，設宣慰使五員，經歷二員，都事二員，照磨一員，捕盜官二員，儒學教授一員，鎮撫二員。
下轄：
- 脫思麻路軍民萬戶府，秩正三品。
- 西夏中興河州等處軍民總管府，秩正三品。